# 367

## Úmrtí
- 13. ledna sv. Hilarius z Poitiers

## Hlavy států
- Papež – Damasus I. (366–384) + Ursinus (vzdoropapež) (366–367)
- Římská říše – Valens (východ) (364–378), Valentinianus I. (západ) (364–375)
- Perská říše – Šápúr II. (309–379)